# A Curious Thing
Albums de Amy Macdonald
This Is the Life
(2007) Life in a Beautiful Light
(2012)
Singles
1. Don't Tell Me That It's Over
Sortie : 2010
2. Spark
Sortie : 2010
3. This Pretty Face
Sortie : 2010
4. Love Love
Sortie : 2010

A Curious Thing est le deuxième album studio d'Amy Macdonald, sorti en 2010,.

## Liste des titres
Toutes les chansons sont écrites et composées par Amy Macdonald.
| No  | Titre                        | Durée |
| --- | ---------------------------- | ----- |
| 1.  | Don't Tell Me That It's Over | 3:15  |
| 2.  | Spark                        | 3:07  |
| 3.  | No Roots                     | 4:30  |
| 4.  | Love Love                    | 3:17  |
| 5.  | An Ordinary Life             | 3:36  |
| 6.  | Give It All Up               | 2:55  |
| 7.  | My Only One                  | 3:32  |
| 8.  | This Pretty Face             | 3:57  |
| 9.  | Troubled Soul                | 4:46  |
| 10. | Next Big Thing               | 3:30  |
| 11. | Your Time Will Come          | 4:32  |
| 12. | What Happiness Means to Me   | 4:55  |

## Singles
1. Don't Tell Me That It's Over (2010)[6]
2. Spark (2010)
3. This Pretty Face (2010)
4. Love Love (2010)

## Classements
| Classement                         | Meilleure position |
| ---------------------------------- | ------------------ |
| Allemagne (Media Control AG)       | 1                  |
| Autriche (Ö3 Austria Top 40)       | 1                  |
| Belgique (Flandre Ultratop)        | 2                  |
| Belgique (Wallonie Ultratop)       | 4                  |
| Danemark (Tracklisten)             | 7                  |
| Espagne (Promusicae)               | 13                 |
| Finlande (Suomen virallinen lista) | 18                 |
| France (SNEP)                      | 16                 |
| Grèce (IFPI)                       | 2                  |
| Italie (FIMI)                      | 25                 |
| Norvège (VG-lista)                 | 22                 |
| Pays-Bas (Mega Album Top 100)      | 2                  |
| Portugal (AFP)                     | 24                 |
| Royaume-Uni (UK Albums Chart)      | 4                  |
| Suède (Sverigetopplistan)          | 5                  |
| Suisse (Schweizer Hitparade)       | 1                  |